# Elachisoma afrotropicum
Elachisoma afrotropicum är en tvåvingeart som beskrevs av Papp 1983. Elachisoma afrotropicum ingår i släktet Elachisoma och familjen hoppflugor.
Artens utbredningsområde är Nigeria. Inga underarter finns listade i Catalogue of Life.